# Сафронов Віктор Сергійович
Віктор Сергійович Сафронов (рос. Виктор Сергеевич Сафронов; 11 жовтня 1917, Великі Луки — 18 вересня 1999, Москва) — радянський і російський астроном.

## Життєпис
Народився у Великих Луках Посковської губернії. У 1941 закінчив Московський університет, механіко-математичний факультет. У 1941—1944 — учасник  німецько-радянської війни. У 1945—1948 — аспірант, в 1951—1957 — вчений секретар Астрономічного ради АН СРСР. З 1949 — співробітник Інституту фізики Землі АН СРСР, з 1974 очолював у ньому групу з вивчення походження та еволюції Землі і планет.

## Наукова діяльність
Основні наукові роботи відносяться до планетної космогонії і присвячені кількісній розробці моделі утворення Землі і планет з газопилової допланетної хмари, динаміці хмари, конденсації твердих частинок і акумуляції їх у великі тіла. Вперше отримав критерій гравітаційної нестійкості для шару кінцевої товщини з диференціальним обертанням. Знайшов і досліджував рішення рівняння коагуляції для допланетних тіл з урахуванням їхніх дроблень. Досліджував динаміку та еволюцію обертового рою допланетних гравітуючих тіл і оцінив його основні характеристики — відносні швидкості тіл і розподіл їхніх мас. 
Детально вивчив зростання найбільших тіл — потенційних зародків планет, число яких поступово зменшувалася у міру зростання їхніх мас. Визначив характерний час зростання планет (108 років для Землі). Виявив важливу роль великих тіл в процесі формування планет (вплив на нахили осей планет, початкову температуру). Розробив метод оцінки нагрівання зростаючої планети ударами падаючих на неї тіл. Знайшов, що центральна область Землі сформувалася відносно холодною (до 1000 K), тоді як її зовнішня тисячокілометрова оболонка була нагріта до температури плавлення. Теорія утворення Землі, що розвивалася Сафроновим, покладена в основу дослідження її ранньої еволюції — гравітаційної диференціації надр і конвективного виносу тепла.
Автор монографії «Еволюція допланетної хмари та утворення Землі і планет» (1969, англійський переклад у США 1972).
Премія імені О. Ю. Шмідта АН СРСР (1974), американська премія Койпера (1990).
Ім'ям ученого названа мала планета 3615 Сафронов (1983).